# Kolacja
Kolacja – ostatni posiłek wieczorny. Słowo kolacja wywodzi się z języka starołacińskiego od  collatio, collationis w znaczeniu zbiórki, składki pieniężnej, ale także zebrania, zgromadzenia dostojnych gości na niezwykle uroczystej biesiadzie, uczcie czy wieczerzy. W tym znaczeniu od XVI w. kolacja zaczęła zastępować wieczerzę, pisana jako kolacya (kollacya, kołacya).
W drugiej połowie XVIII w. kolacya było słowem oznaczającym elegancką i podniosłą uroczystość. W tym czasie istniało już niemieckie pojęcie Kollation, czyli „wspólny posiłek wieczorny”, co sprzyjało w powszechnym użyciu przejście z wieczerzy na kolację.
Początkowo kolacje urządzano w godzinach porannych i południowych, a gdy czas ich przygotowywania zaczął się przesuwać na coraz późniejszą porę dnia, w końcu kolacja stała się powszednim określeniem ostatniego posiłku dnia. Jeśli ten posiłek ma cechy szczególnego zgromadzenia, nazywany jest on uroczystą kolacją.
W Polsce i w innych krajach europejskich kolację spożywa się zazwyczaj w godzinach 18-21. W Hiszpanii kolacja odbywa się dużo później – w godzinach od 21 do północy.
W języku francuskim, włoskim czy hiszpańskim formy collation, colazione i colación znaczą co innego niż kolacja w języku polskim, choć wszystkie wywodzą się od łacińskiego collatio.